# Faith No More
Faith No More ist eine US-amerikanische Rockband. Die Musiker gelten als Gründerväter und eine der wichtigsten Bands des Crossover, da sie verschiedene Musikstile wie Artrock oder Funk mit Metal und Hardcore Punk verschmolzen. Nachdem sich die Band 1998 zunächst aufgelöst hatte, arbeiten die Musiker seit 2009 wieder zusammen.

## Bandgeschichte

### Von 1982 bis 1998
Anfang der 1980er Jahre spielten Bassist Billy Gould, der Schlagzeuger Mike Bordin und Keyboarder Wade Worthington in San Francisco in einer Band, die vom Sänger und Gitarristen Mike „The Man“ Morris gegründet und geleitet wurde und „Faith. No Man“ hieß. Nach dem Ausstieg von Worthington schloss sich Goulds Mitbewohner Roddy Bottum als Keyboarder an. Nachdem Gould, Bordin und Bottum der Dominanz Morris’ überdrüssig wurden, gründeten sie eine neue Band, die auf Empfehlung eines Freundes Faith No More – in Anspielung an den alten Bandnamen („The Man“ is no more) – getauft wurde. Bald fand man mit Jim Martin einen Gitarristen, und nach einem enormen Verschleiß an Sängern (beispielsweise auch Courtney Love) erschien schließlich 1985 mit Chuck Mosley am Mikrofon das Debüt We Care a Lot. Dieses führte die Band mit dem gleichnamigen Titelsong zu einem kleinen Erfolg. Nach diversen Streitigkeiten, die auch durch Mosleys Drogenprobleme ausgelöst wurden, wurde jedoch 1988 Mike Patton (u. a. Mr. Bungle, Fantômas) neuer Sänger der Band. Mosley starb 2017.
Die Single-Auskopplung Epic aus dem folgenden Album The Real Thing, bei der die Band einen harten Gitarrensound mit Rap kombinierte, wurde der erste große Erfolg und machte die Band auch über die Landesgrenzen hinaus bekannt. Mit Mike Patton als Sänger, der sich rasch einen Ruf als ungewöhnlich virtuoser Vokalist erwarb, wurden bis zur vorläufigen Trennung vier Studioalben aufgenommen. Am 9. November 1989, an jenem Abend, als sich die innerdeutsche Grenze öffnete, spielten Faith No More zufällig ein Konzert im Musikclub Loft im Metropol-Theater in West-Berlin. Nach dem Konzert verkündete Sänger Mike Patton dem Publikum: „And guess what? The wall is gone!“ – Auf Deutsch: „Ratet mal was: Die Mauer ist weg!“ In Europa wurde eine im Rahmen des 1992er Albums Angel Dust aufgenommene Coverversion des Songs Easy von Lionel Richie (aus dem Jahre 1977 mit The Commodores) ein besonderer Erfolg. Das Album war kommerziell weniger erfolgreich als der Vorgänger, wurde aber von der Kritik gelobt. Bereits bei den Aufnahmen zu Angel Dust zeichneten sich allerdings Differenzen zwischen Martin und der restlichen Band hinsichtlich der musikalischen Richtung ab, weshalb Gould einen Teil der Gitarrenparts des Albums einspielte. Zwischen 1990 und 1993 waren Faith No More insgesamt dreimal für den Grammy nominiert.
Vor den Aufnahmen zum nächsten Album King for a Day… Fool for a Lifetime wurde Jim Martin im November 1993 aus der Band entlassen, und somit erfolgte wieder ein Besetzungswechsel, der auch das Klangbild der Band weiter veränderte. Im Studio kam Mr.-Bungle-Gitarrist Trey Spruance zum Einsatz, der die Band aber nach den Aufnahmen wieder verließ und für die anschließende Tournee von Dean Menta, einem ehemaligen Roadie, abgelöst wurde. Das 1995 veröffentlichte King for a Day drängte die Crossover-Elemente endgültig in den Hintergrund, auch die Keyboards waren nun nur noch wenig prominent vertreten. Stattdessen prägten Spruance' harte Gitarren und vor allem der kompromisslose, sehr expressive Gesang Pattons das melodisch wenig eingängige Album. Diese Erkundung neuer musikalischer Ufer und besonders die Trennung von Martin wurde von einigen Fans und Fanzines skeptisch aufgenommen. Das Album verkaufte sich besonders auf dem amerikanischen, aber auch auf dem europäischen Markt weitaus schlechter als die beiden Vorgänger. Heute jedoch gilt das Album vielen Kritikern als das unterbewertete Highlight der Bandgeschichte.
Nach einem weiteren Album (Album of the Year, 1997) mit dem neuen Gitarristen Jon Hudson, wieder deutlich konventionelleren Songs und einer ausgiebigen Tournee (unter anderem spielten Faith No More als einer der Headliner des Bizarre-Festivals) kamen Anfang 1998 Auflösungsgerüchte auf, welche am 19. April 1998, kurz nach einem Konzert in Lissabon, in der tatsächlichen Auflösung der Band mündeten. Die Plattenfirma reagierte hierauf mit der Single-Veröffentlichung der Bee-Gees-Coverversion I Started A Joke, welche schon zuvor als B-Seite dem Publikum vorgestellt worden war.

### Soloprojekte von 1998 bis 2008
Das Aushängeschild der Band, Mike Patton, hatte bereits früh neben diversen Projekten weitere Bands namens Fantômas, Tomahawk und Peeping Tom gegründet. Des Weiteren unterhält er mit Ipecac eine eigene Plattenfirma, die Künstler unterschiedlichster Stile veröffentlicht. Der Schwerpunkt liegt vor allem bei kreativen Grenzgängen. Patton selbst beteiligt sich darüber hinaus dauerhaft an diversen Projekten seines eigenen Labels.
Auch Bassist Billy Gould führt eine eigene Plattenfirma mit dem Namen Kool Arrow Records. Diese widmet sich Underground-Formationen aus aller Welt. Neben seiner Tätigkeit als Produzent ist er bei der skandinavischen Cover-Band Black Diamond Brigade zu hören, deren Mitglieder, ebenso wie bei Pattons Kollaborationen, aus anderen namhaften Bands bekannt sind. Im November 2006 stieg Gould bei der deutschen Band Harmful, deren im Februar 2007 erschienenes Album „7“ er produziert hat, zeitweilig als zweiter Gitarrist ein. Der ehemalige Schlagzeuger Mike Bordin war neben regelmäßigen Aushilfsjobs (u. a. Korn und Jerry Cantrell) längere Zeit fester Schlagzeuger bei Ozzy Osbourne und auch bei Black Sabbath. Keyboarder Roddy Bottum betreibt weiterhin sein Indie-Pop-Projekt Imperial Teen.

### Aktivitäten seit der Wiedervereinigung 2009 bis Sol Invictus
Im Februar 2009 wurde überraschend bekannt gegeben, dass die Band sich für eine Europatour wiedervereinigen würde. Obwohl im Vorfeld Gespräche mit Jim Martin geführt wurden, war er an der Wiedervereinigung letztlich nicht beteiligt. Nach der Europatour im Sommer 2009 mit über 30 Auftritten (vornehmlich im Rahmen von Festivals) wurden im Herbst Konzerte in Südamerika (Chile, Argentinien, Peru, Brasilien) und Mexiko gespielt. Im Februar und März 2010 gaben Faith No More Konzerte in Neuseeland und Australien, im April und im Juni in den USA. Bei Konzerten in San Francisco spielten sie das erste Mal seit 1988 mit Chuck Mosley. Im Juli traten sie erneut in Europa auf. Im September 2010 wurde bekanntgegeben, dass Faith No More nach dem letzten Konzert, das im Dezember in Chile stattfand, vorerst keine weiteren Aktivitäten verfolgen würden. Diese Meldung wurde vielfach als die endgültige Auflösung der Band interpretiert.
Allerdings trat die Band im November des Jahres 2011 bei vier Festivals in Südamerika auf, zuletzt am 14. November in São Paulo, Brasilien, beim SWU Festival. Billy Gould hielt weiterhin offen, ob weitere Aktivitäten der Band zu erwarten seien. Im Juni und Juli 2012 fanden dann tatsächlich wieder mehrere Live-Auftritte bei verschiedenen europäischen Festivals statt, bei denen auch der neue Song Matador gespielt wurde.
Danach wurde es zunächst für zwei Jahre wieder still um die Band, bis sie am 4. Juli 2014 gemeinsam mit Black Sabbath im Londoner Hyde Park auftrat, wobei sie neues Songmaterial spielte. Kurz darauf wurde ein neues Album, das fünfte mit Patton, angekündigt. Seit dem 20. November 2014 war die neue Single Motherfucker über den Streamingdienst SoundCloud zu hören. Ab dem 9. Dezember 2014 war der Song als Download verfügbar. Am 15. Mai 2015 erschien dann erstmals seit 18 Jahren ein neues, von Bassist Billy Gould produziertes Studioalbum namens Sol Invictus auf dem bandeigenen Plattenlabel Reclamation Records. Nach Aussage der Band war es musikalisch von Siouxsie and the Banshees und Roxy Music inspiriert. Am 11. Mai 2015 war das Album bereits vorab komplett als Stream auf SoundCloud zu hören gewesen. Es wurde von der Kritik überwiegend positiv aufgenommen.

### Erneute Unterbrechung ab 2016, geplante zweite Wiedervereinigung ab 2019 und „semipermanente Pause“
Im Jahr 2016 spielte die Band mit dem ehemaligen Sänger Chuck Mosley unter dem Namen „Chuck Mosley & Friends“ anlässlich der Neuveröffentlichung des Albums „We Care a Lot“ zwei Konzerte in San Francisco und Los Angeles. Zu den restlichen Mitgliedern dieser Formation zählten Billy Gould, Roddy Bottum, Mike Bording und Jon Hudson.
Am 9. November 2017 starb Ex-Sänger Chuck Mosley im Alter von 57 Jahren an den Folgen einer Suchterkrankung.
Im November 2019 wurden auf der Website der Band Konzerte für 2020 angekündigt, die jedoch auf Grund der Covid-Pandemie auf 2021 und 2022 verschoben wurden. Die für 2021 und 2022 angesetzten Ersatztermine wurden wiederum abgesagt. Mike Patton gab als Grund an, dass er durch seine damalige mentale Verfassung nicht dazu in der Lage gewesen sei.
2024 gab Roddy Bottum in einem Interview bekannt, dass sich die Band in einer „semipernamenten Pause“ befinde. 2025 sagte Mike Bordin in einem Interview, dass Mike Patton seiner Einschätzung nach nicht mehr mit Faith No More auftreten möchte.

## Stil
Faith No More erlangten vor allem Berühmtheit durch ihre Extravaganz. Ihr Stil wechselte bei nahezu jedem Album. Zu Beginn ihrer Laufbahn spielten sie noch eine harte Version von Post-Punk im Stil von Killing Joke. Nach dem Einstieg von Mike Patton dominierten die Elemente Metal und Funk, weshalb ihr Stil anfangs als Funk Metal bezeichnet wurde. Später kamen immer mehr Elemente hinzu, andere gingen wieder verloren. Von Soul und Easy Listening bis Hardcore Punk, Industrial Rock und Weltmusik-Elementen wurde die Bandbreite ergiebig ausgeschöpft. Es wurden sogar klassische Elemente und Filmmusik ins Klangspektrum der Band einbezogen, z. B. endete Epic (von The Real Thing) mit einem Klavier-Thema und Jizzlobber (Angel Dust) mit einer Art Kirchenmusik.
„Eklektischer Rock ist wahrscheinlich die passendste Beschreibung der Musik von Faith No More“, schrieb die US-Tageszeitung The New York Times 1995 in einer Konzertkritik, sie „spielen dummen Rock smart“. Faith No More setzen dabei in ihren Livesets immer wieder auch Coverversionen ein. Die Band interpretiert einerseits gesamte Songs neu, so wie sie auf diversen Alben zu finden sind (wie zum Beispiel War Pigs von Black Sabbath, Easy von Lionel Richie/The Commodores, I Started A Joke von den Bee Gees oder das Filmmusik-Instrumental Midnight Cowboy von John Barry). Andererseits verwendet sie oft lediglich Musik- oder Text-Fragmente, die sampleartig in eigene Kompositionen implementiert werden (etwa The Right Stuff von New Kids On The Block im Mittelteil von We Care A Lot, Pump Up The Jam von Technotronic als Outro von The Real Thing oder Lady Gagas Poker Face als Intro für Chinese Arithmetic).
Die Band greift dabei auch bei der Auswahl der Covers auf Kompositionen aus den unterschiedlichsten Stilen, Epochen und Kategorien zurück. Der Bogen reicht live – zusätzlich zu den oben genannten – von Let’s Lynch The Landlord von den Dead Kennedys über Deep Purples Highway Star, Michael Jacksons Ben, Burt Bacharachs The Guy’s In Love With You bis hin zu Switch von Siouxsie and the Banshees. Auch das Set ihrer Second-Coming-Tour 2009/2010 wurde mit einer Coverversion eröffnet, nämlich mit dem 1978er-RnB-Superhit Reunited von Peaches & Herb.
Laut einer Statistik auf Basis von Setlist-Sammlungen ist von allen Songs, die Faith No More seit Beginn an live dargeboten haben, der am viertmeisten gespielte bereits eine Coverversion (Easy).

## Diskografie
Studioalben

| Jahr | Titel Musiklabel                                                    | Höchstplatzierung, Gesamtwochen, AuszeichnungChartplatzierungen (Jahr, Titel, Musiklabel, Platzierungen, Wochen, Auszeichnungen, Anmerkungen) | Höchstplatzierung, Gesamtwochen, AuszeichnungChartplatzierungen (Jahr, Titel, Musiklabel, Platzierungen, Wochen, Auszeichnungen, Anmerkungen) | Höchstplatzierung, Gesamtwochen, AuszeichnungChartplatzierungen (Jahr, Titel, Musiklabel, Platzierungen, Wochen, Auszeichnungen, Anmerkungen) | Höchstplatzierung, Gesamtwochen, AuszeichnungChartplatzierungen (Jahr, Titel, Musiklabel, Platzierungen, Wochen, Auszeichnungen, Anmerkungen) | Höchstplatzierung, Gesamtwochen, AuszeichnungChartplatzierungen (Jahr, Titel, Musiklabel, Platzierungen, Wochen, Auszeichnungen, Anmerkungen) | Anmerkungen                                              |
| Jahr | Titel Musiklabel                                                    | DE | AT | CH | UK | US | Anmerkungen                                              |
| ---- | ------------------------------------------------------------------- | --- | --- | --- | --- | --- | -------------------------------------------------------- |
| 1985 | We Care a Lot Mordam Records                                        | — | — | — | — | — | Erstveröffentlichung: November 1985                      |
| 1987 | Introduce Yourself Slash Records                                    | — | — | — | — | — | Erstveröffentlichung: April 1987                         |
| 1989 | The Real Thing Slash Records / Reprise Records                      | DE37 (16 Wo.)DE | — | — | UK30 Silber · (35 Wo.)UK | US11 Platin · (60 Wo.)US | Erstveröffentlichung: 3. Juli 1989 Verkäufe: + 1.242.500 |
| 1992 | Angel Dust Slash Records / Reprise Records                          | DE8 Gold · (45 Wo.)DE | AT4 (16 Wo.)AT | CH9 (15 Wo.)CH | UK2 Gold · (25 Wo.)UK | US10 Gold · (19 Wo.)US | Erstveröffentlichung: 8. Juni 1992 Verkäufe: + 992.500   |
| 1995 | King for a Day… Fool for a Lifetime Slash Records / Reprise Records | DE8 (24 Wo.)DE | AT9 (16 Wo.)AT | CH7 (16 Wo.)CH | UK5 Gold · (8 Wo.)UK | US31 (8 Wo.)US | Erstveröffentlichung: 25. März 1995 Verkäufe: + 142.500  |
| 1997 | Album of the Year Slash Records / Reprise Records                   | DE2 (20 Wo.)DE | AT5 (11 Wo.)AT | CH16 (12 Wo.)CH | UK7 (5 Wo.)UK | US41 (8 Wo.)US | Erstveröffentlichung: 3. Juni 1997 Verkäufe: + 85.000    |
| 2015 | Sol Invictus Reclamation Records                                    | DE4 (7 Wo.)DE | AT7 (6 Wo.)AT | CH3 (6 Wo.)CH | UK6 (4 Wo.)UK | US15 (4 Wo.)US | Erstveröffentlichung: 15. Mai 2015                       |